# Ima, soko ni iru boku
Ima, soko ni iru boku (今、そこにいる僕? lett. "Adesso il mio posto è qui"), conosciuto anche con il titolo inglese Now and Then, Here and There, è una serie televisiva anime di 13 episodi del regista Akitaro Daichi, trasmesso in Giappone per la prima volta nel 1999.
La trama è incentrata sulle vicende che coinvolgono il personaggio principale della storia, Shu, che dopo aver incontrato una strana ragazza, Lala Ru, viene teletrasportato con questa su un altro mondo dove regna il caos e la guerra. Nonostante i personaggi siano quasi tutti bambini o adolescenti, nell'anime c'è una forte dose di violenza e situazioni drammatiche.

## Trama
(Frase di apertura di Ima, soko ni iru boku)
Shu è un ragazzo normale, particolarmente ottimista e a volte iperattivo, che torna a casa dopo essere stato sconfitto in un incontro di kendō da uno dei suoi compagni, proprio davanti alla ragazza dei suoi sogni. Sulla cima di una ciminiera abbandonata scorge una ragazza e decide di arrampicarsi fino in cima per conoscerla. La ragazza dice solo di chiamarsi Lala Ru e si limita a guardare il tramonto. All'improvviso però dal nulla spuntano delle macchine che catturano la giovane che a questo punto chiede aiuto a Shu. Questo agisce d'impulso e si scaglia contro i nemici finendo con loro teletrasportato all'interno di un enorme edificio metallico, un miliardo di anni nel futuro. Scappa quindi con Lala Ru, ma per via di un ponte mobile è costretto ad abbandonarla e cadendo strappa dal collo della giovane il suo ciondolo, vero motivo della caccia alla ragazza da parte dei nemici.
Lala Ru viene portata in un alloggio privato e viene malmenata dal Re Hamdo finché questo non si convince che la collana è davvero nelle mani di Shu, e che quindi la bambina non mente. Nel frattempo Shu viene trovato da una guardia, Nabuca, e in uno scontro con questa il ragazzo perde la collana di Lala Ru. Lo scontro si protrae finché Nabuca rimane appeso per un braccio su un abisso. Shu, mosso da compassione lo mette in salvo. Infine Shu viene catturato dai soldati e portato in cella. Qui incontra Sara, una ragazza terrorizzata che proviene come lui dalla Terra di un miliardo di anni prima. Shu le promette che tutto andrà a posto e che lui la salverà. Ma le sue promesse vengono annientate dalla dura realtà. Il re ormai impazzito fa torturare da Abelia, la comandante delle armate, Shu per avere la collana perduta e Sara viene stuprata da alcuni militari, questo da prassi, per farle avere un figlio per poter ripopolare l'armata di re Hamdo.
Dopo che viene accertato che Shu non può essere in possesso del pendente il suo stato di prigioniero viene convertito in soldato e diventa un compagno di Nabuca e Boo. Questi, nonostante odiano ciò che fanno per Hamdo, cioè uccidere e sequestrare altri bambini per ripopolare le armate, continuano a servirlo perché questo ha promesso loro che, una volta finita la guerra, potranno tornare alle loro case. Quindi chiedono a Shu di collaborare e non creare problemi in modo da poter tornare presto a casa.
Sara viene costretta nuovamente ad un rapporto sessuale ma questa volta si ribella e uccide il militare che avrebbe dovuto assalirla. Scappa quindi nel deserto travestita da militare. Poco dopo Shu è costretto a seguire i militari alla conquista di un nuovo villaggio. Qui assiste ad omicidi e al rapimento di decine di bambini. Tenta di opporsi ma Nabuca gli spara ad una gamba. Questo per evitare che Shu venisse addirittura ucciso dagli altri e quindi anche per tenerlo buono. Finito il saccheggio di bambini porta a porta, mentre la carovana si allontana vengono sparati dei razzi che radono al suolo il villaggio.
Ritornato alla base, Shu tenta di liberare Lala Ru e questa, con il pendente ritrovato, utilizza il suo potere per fuggire: scatena una cascata d'acqua dal nulla che sommerge l'intera base militare. A questo punto, presa una moto volante, Shu e la ragazza scappano nel deserto e arrivano dopo alcuni giorni a Zari Bars, ridente villaggio di agricoltori che raccoglie molti rifugiati da paesi attaccati da Hamdo. I due dicono subito di provenire da Hellywood (ヘリウッド?, Heriuddo), la base di Hamdo, ma mentono sul nome di Lala Ru, sapendo che potrebbe creare problemi. Nel villaggio scoprono che un gruppo è deciso ad assassinare il re e Shu si scontra con uno di questi affermando che dovrebbero lasciar perdere Hamdo e vivere felicemente le proprie vite. Ma questo, dopo averlo malmenato, gli risponde che la sua vita non è felice, visto che Hamdo gli ha portato via i suoi familiari, sequestrando alcuni e uccidendo i restanti.
Al villaggio Shu ritrova anche Sara, che era stata soccorsa da una donna chiamata da tutti "Sorella", presso cui vivono il ragazzo e Lala Ru. Sara, appena vede Lala Ru, si scaglia addosso alla ragazza e la picchia finché Shu non l'allontana, poiché la ritiene responsabile di ciò che ha dovuto subire. Infatti, Sara era stata prelevata dalla Terra perché aveva una collana simile a quella indossata da Lala Ru. Sara scopre poi di essere incinta, frutto dello stupro subito a Hellywood, e decide quindi di uccidersi, ma viene salvata da Shu. La ragazza prende allora un masso e inizia a colpirsi sull'addome ma Shu pone una mano in difesa della sua pancia e Sara lo colpisce fino a farlo sanguinare. Mentre Shu mostra ancora il suo lato ottimista, Sara si dimostra ormai cinica e rassegnata alla vita.
Intanto nel villaggio un soldato che dice di essere scappato da Hellywood viene accolto e medicato. Ma in realtà è una spia e informa subito Hamdo per fornire al re le coordinate del luogo, dove poter prendere nuovi schiavi per le armate e soprattutto luogo da cui provenivano i ribelli che avevano già tentato di uccidere il re. Hellywood intanto viene messa in funzione e l'acqua creata da Lala Ru, convertita in energia, viene utilizzata per far funzionare i meccanismi di volo della torre che a questo punto si stacca da terra e raggiunge Zari Bars.
La spia intanto informa la fazione armata del villaggio che Sorella tiene in custodia Lala Ru, senza averlo reso pubblico al villaggio. Questi capiscono che se re Hamdo dovesse attaccare il villaggio, Lala Ru sarebbe l'unico modo per barattare la loro salvezza. Si mettono allora alla ricerca della ragazzina e arrivano a sparare a Sorella ed esporla in piazza facendone un esempio per chiunque si fosse schierato contro di loro. È chiaro a questo punto che, pur avendo delle nobili intenzioni (salvare il villaggio) questo gruppo è diventato cinico e malvagio quanto Hamdo stesso.
Poco dopo Hellywood atterra al villaggio e i soldati attaccano in massa, porta per porta, uccidendo chiunque. Infatti, Hamdo, vuole distruggere Zari Bars completamente ora che la sua fortezza ha riguadagnato la capacità di volare. Informato della presenza di Lala Ru, incarica Abelia di recuperarla. Shu intanto trova i bambini con cui stava nella casa di Sorella e tenta di metterli in salvo quando viene sorpreso da Nabuca. Questo gli ordina di togliersi per poter uccidere i bambini ma Shu si oppone. In quel momento la figlia di uno dei ribelli imbraccia il fucile e spara alle spalle di Nabuca ma Boo lo copre e muore al suo posto. Nabuca allora spara alla bambina e Shu gli si scaglia addosso. Ma alla fine i due si fermano quando Lala Ru viene portata sulla astronave.
A questo punto il villaggio è in ginocchio e chiunque sia sopravvissuto allo sterminio viene deportato su Hellywood, compreso Shu. Nabuca subisce però un attacco da Tabool, un compagno ormai impazzito che non sopporta che Nabuca non riesca più ad uccidere. Il ragazzo riesce comunque a fuggire e restituisce il bastone di kendō a Shu prima di morire implorandogli di ritornare al suo mondo poiché li c'è vi è solo morte e rovina. Shu con questo preleva le chiavi della cella e riesce a far evadere gli schiavi. A questo punto si reca sul ponte di comando e dopo un breve scontro con Tabool raggiunge Lala Ru al serbatoio dell'acqua. Hamdo infatti ha bisogno del suo potere per riempirlo di nuovo di carburante. Ma ciò che il re non sa e a cui non fa caso, è che ogni volta che Lala Ru usa il suo potere si indebolisce sempre di più.
Shu tenta un attacco e Hamdo per difendersi non esita a sparare a caso colpendo la stessa Abelia. Dopo essere stato preso a bastonate dal ragazzo riesce a fuggire nella camera del teletrasporto. Lala Ru decide quindi di fermare Hellywood e farla precipitare facendo nascere una violenta tempesta. La nave atterra al suolo e Hamdo e molti altri soldati muoiono annegati. Lala Ru in compagnia di Shu esce a guardare il tramonto finché ad un certo punto scompare. Shu decide allora di tornare nel suo tempo mentre Sara, che nel frattempo aveva scelto di tenere il bambino, convinta probabilmente dalle parole di Sorella morente, rimane con gli altri e lascia che Abelia si unisca a loro per la ricostruzione. Shu torna così al punto, dove era stato prelevato all'inizio della storia. Raccogliendo la sua borsa di Kendo, osserva la fabbrica sotto il crepuscolo dove aveva incontrato poco tempo prima Lala Ru.

## Personaggi
- Shuzo 'Shu' Matsutani (松谷修造?, Matsutani Shūzō): protagonista della serie, è un ragazzo estroverso e molto ottimista che viene teletrasportato nel futuro nel tentativo di salvare Lala Ru. Dopo essere stato torturato diventa un soldato anche se rifiuta di servire Hamdo e tenta di convincere altri a seguirlo. Studia kendō ma il suo entusiasmo prende spesso il sopravvento sulla tecnica.
- Lala Ru (ララ・ルゥ?, Rara Rū): misterioso personaggio attorno a cui si sviluppa l'intera vicenda. Sembra una bambina ma in verità vive da miliardi di anni. Ha la capacità, attraverso la sua collana, di creare l'acqua e comandarla. Odia però dovere usare il suo potere perché, come dice lei stessa, le persone prima la invocano come salvatrice e poi prendono i suoi doni come dovuti e alla fine tendono a lottare per contendersela, come se fosse un oggetto. Il suo potere inoltre nuoce al suo stesso fisico. Non parla quasi mai e non mostra quasi mai emozioni.
- Hamdo (ハムド?, Hamudo): il re di Hellywood, è in cerca di Lala Ru e il suo pendente per avere più potere e poter regnare sul mondo intero. È completamente pazzo e passa da uno stato mentale all'altro nel giro di pochi secondi. In realtà è un codardo ed un essere subdolo.
- Abelia (アベリア?, Aberia): è il comandante delle armate di Hellywood ed è totalmente fedele ad Hamdo. Sembra non si accorga della pazzia del re ed è sempre impegnata a supportarlo, anche quando questo le fa del male, probabilmente perché ne era innamorata.
- Nabuca (ナブカ?, Nabuka): catturato da piccolo da Hamdo, è diventato soldato con la promessa che finita la guerra avrebbe potuto far ritorno a casa. È leale a Hellywood ma sa bene in cuor suo che le sue azioni sono deplorevoli. Shu viene assegnato alla sua squadra. Dopo essere stato salvato da questo diventa una specie di mentore e lo tiene sempre d'occhio dandogli consigli e tenendolo fuori dai guai. In ogni caso fino alla fine non si fa convincere da Shu a passare dalla sua parte.
- Boo (ブゥ?, Bū): un altro bambino catturato e trasformato in soldato. È amico di Nabuca e tenta in più occasioni di aiutare Shu. Alla fine si fa uccidere per proteggere il suo amico Nabuca.
- Sara Ringwalt (サラ・リングワルト?, Sara Ringuwaruto): catturata sulla Terra attuale poiché scambiata per Lala Ru, per il fatto che indossava anche lei una collana con un cristallo azzurro. Viene imprigionata e stuprata dai soldati. In seguito scopre di essere incinta e alla fine decide di tenere il bambino.
- Tabool (タブール?, Tabūru): uno dei soldati di Hamdo. Rapito dallo stesso villaggio di Nabuca di cui i 2 sono gli unici superstiti, al contrario di questo impazzisce e pensa che la guerra sia l'unico modo per sopravvivere agli avvenimenti. Fino alla fine si scontra con Shu, e alla fine uccide Nabuca per le sue opinioni in contrasto con il suo credo da militare.
- Sorella (お姉さん/ネーさん?, Onee-san/nee-san): Uno dei membri anziani di Zari Bars. Si prende cura dei bambini orfani e si scontra con la fazione che vuole partire per Hellywood ad uccidere Hamdo. Raccoglie Sara nel deserto e successivamente si prende carico di Shu e Lala Ru, finendo per venire uccisa proprio per questo dai suoi stessi concittadini.

## Lista episodi
| Nº | Titolo italiano (Traduzione letterale) Giapponese 「Kanji」 - Rōmaji                | In onda          | In onda |
| Nº | Titolo italiano (Traduzione letterale) Giapponese 「Kanji」 - Rōmaji                | Giapponese       |         |
| 1  | La ragazza che osserva il tramonto 「黄昏を見つめる少女」 - Kōkon o mitsumeru otome | 14 ottobre 1999  |         |
| 2  | Il ragazzo e il re pazzo 「少年と狂王と」 - Shōnen to kyō ō to                      | 21 ottobre 1999  |         |
| 3  | Una festa nell'oscurità 「闇の中の宴」 - Yami no naka no udake                      | 28 ottobre 1999  |         |
| 4  | Dissenso 「不協和音」 - Fukyōwaon                                                   | 4 novembre 1999  |         |
| 5  | Omicidio 「ひとごろし」 - Hitogoroshi                                               | 11 novembre 1999 |         |
| 6  | La tempesta di sabbia scompare 「砂嵐が消える」 - Suna arashi ga kieru              | 18 novembre 1999 |         |
| 7  | La notte della fuga 「逃れの夜」 - Nogare no yoru                                   | 25 novembre 1999 |         |
| 8  | Due persone da sole 「ひとりぼっちのふたり」 - Hitoribocchi no futari               | 2 dicembre 1999  |         |
| 9  | Nella valle 「狭間にて」 - Hozama ni te                                             | 9 dicembre 1999  |         |
| 10 | Corsa verso il caos 「混沌への助走」 - Konton e no josō                             | 16 dicembre 1999 |         |
| 11 | La notte prima della distruzione 「崩壊前夜」 - Hōkai zen'ya                        | 6 gennaio 2000   |         |
| 12 | La terra del massacro 「殺戮の大地」 - Satsuriku no daichi                          | 13 gennaio 2000  |         |
| 13 | Io che ora sono lì 「今、そこにいる僕」 - Ima, soko ni iru boku                     | 20 gennaio 2000  |         |

## Doppiaggio
- Akemi Okamura: Shuzo "Shu" Matsutani
- Kaori Nazuka: Lala-Ru
- Akio Suyama: Tabool
- Azusa Nakao: Sara Ringwalt
- Hiroko Konishi: Boo, sorella minore di Shu
- Kouji Ishii: Hamdo
- Reiko Yasuhara: Abelia
- Rica Matsumoto: Sis
- Yuka Imai: Nabuca
- Ayaka Saito: Soon
- Chafūrin: Padre di Shu
- Fumihiko Tsuburaya: Captain
- Hisoka Yamamoto: Elamba
- Kazumi Okushima: Child, Child soldier
- Ken Shiroyama: Village Headman
- Kenji Nomura: Instructor, Soldier, Village
- Maki Mizuma: Child
- Masaya Hashimoto: Man, Soldier, Villager A
- Masuo Amada: Soldier
- Mayumi Asano: Child soldier
- Takako Honda: Child soldier
- Takashi Matsuyama: Kazam
- Takuma Takewaka: Soldier, Villager B
- Tomo Saeki: Buzz
- Tomoko Ishimura: Oda
- Toshihide Tsuchiya: Soldier
- Yoshiko Okamoto: Madre di Shu
- Yuichi Nagashima: Zari Bars Doctor

## Sigle
- Sigla di apertura: Ima, soko ni iru boku (今、そこにいる僕?, Io che ora sono lì) di Toshio Masuda
- Sigla di chiusura: Komoriuta.. (子守歌...?, Ninnananna...) di Reiko Yasuhara